# 277
| 277                |
| ------------------ |
| Dødsfald - Fødsler |
|                    |

| Gregoriansk kalender | 277 CCLXXVII            |
| Ab urbe condita      | 1030                    |
| Armensk kalender     | I/T                     |
| Kinesiske kalender   | 2973 – 2974 丙申 – 丁酉 |
| Etiopisk kalender    | 269 – 270               |
| Jødisk kalender      | 4037 – 4038             |
| Hindukalendere       |                         |
| - Vikram Samvat      | 332 – 333               |
| - Shaka Samvat       | 199 – 200               |
| - Kali Yuga          | 3378 – 3379             |
| Iransk kalender      | 345 BP – 344 BP         |
| Islamisk kalender    | 356 BH – 355 BH         |

Se også 277 (tal)